# Розанна (телесеріал)
Розанна — американський ситком, що виходив на ABC з 18 жовтня 1988 по 21 травня 1997. У головній ролі — Розанна Барр. Дії розгортаються у Коннерс, Іллінойс, у родині робітника. Серіал досяг #1 в рейтингах Nielsen, став найпопулярнішим телешоу в США з 1989 по 1990 рік, і залишився в першій четвірці протягом шести з дев'яти сезонів, а в першій двадцятці протягом восьми.
У 1993 році Розанна Барр і Лорі Меткалф обидві виграли Еммі за свої ролі у серіалі. Меткальф також виграла в 1992 і 1994 роках. У 1992 році Розанна Барр і Джон Гудман виграли Золотий глобус. Серіал виграв «Золотий глобус» «за найкращий телесеріал — комедія або мюзикл».
Серіал виграв премію Пібоді в 1992 році і «People's Choice Awards» для улюблених нових телевізійних комедійних програм в 1989 році. Барр виграла п'ять додаткових People's Choice Awards.

## Відомі запрошені зірки
- Теммі Фей Месснер
- Барбара Біллінгслі
- Джеймс Бролін
- Джоан Коллінз
- Сара Чок
- Тім Каррі
- Тоні Кертіс
- Еллен Дедженерес
- Боб Денвер
- Кріс Фарлі
- Мо Гаффні
- Ентоні Гирі
- Пет Гаррінгтон молодший
- Скотт Гамільтон
- Ніл Патрік Гарріс
- Г'ю Гефнер
- Флоренс Гендерсон
- Боб Гоуп
- Тіна Луїз
- Стів Джонс
- Рута Лі
- Робін Ліч
- Джоанна Ламлі
- Лоретта Лінн
- Білл Мар
- Еллі Міллс
- Вейн Ньютон
- Джон Поппер
- Дженніфер Сондерс
- Шервуд Шварц
- Стівен Сігал
- Джеррі Спрінгер
- Шерон Стоун
- Ізабель Сенфорд
- Марло Томас
- Джим Варні
- Брюс Вілліс
- Ахмет Заппа
- Леонардо ДіКапріо
- Стівен Рут